# Taalvlag
Men gebruikt soms vlaggen als symbool van een taal of een taalgemeenschap.

## Algemene taalvlaggen

### Indo-Europese talen

Vlag van het Ladinisch

### Kunsttalen

Kunsttaalvlag
Vlag van het Esperanto
Vlag van het Folkspraak
Vlag van het Ido
Vlag van het Interlingua
Vlag van het Interslavisch
Vlag van het Lingua Franca Nova
Vlag van het Lojban
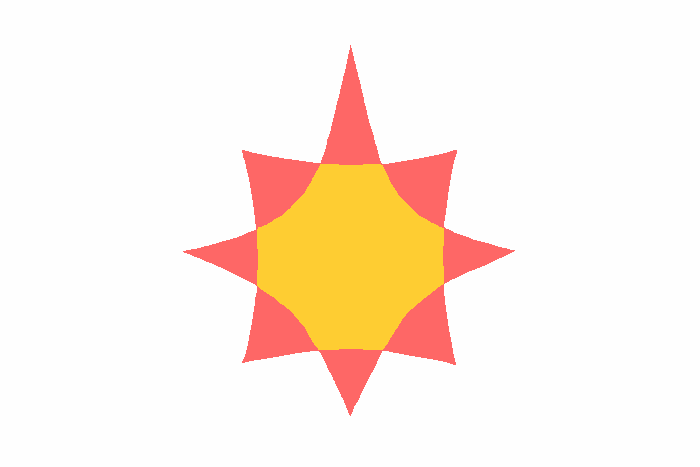
Vlag van het Novial
Vlag van het Siberisch
Vlag van het Slovio
Vlag van het Talossaans
Vlag van het Volapük

### Oeraalse talen

Vlag van het Võro
Vlag van het Yoruba

## Vlaggen van taalgemeenschappen

Vlag van de Duitstalige Gemeenschap van België
Vlag van de Gemeenschap van Portugeessprekende landen
Vlag van la Francophonie

### Franstalige gemeenschappen in Canada

Vlag van het Acadisch Frans en de Acadische cultuur
Vlag van de provincie Québec
Vlag van de Frans sprekende gemeenschap van Alberta
Vlag van de Frans sprekende gemeenschap van Brits-Columbia
Vlag van de Frans sprekende gemeenschap van Manitoba
Vlag van de Frans sprekende gemeenschap van Newfoundland en Labrador
Vlag van de Frans sprekende gemeenschap van de Northwest Territories
Vlag van de Frans sprekende gemeenschap van de Nunavut
Vlag van de Frans sprekende gemeenschap van Ontario
Vlag van de Frans sprekende gemeenschap van Saskatchewan
Vlag van de Frans sprekende gemeenschap van Yukon

## Combinaties van landsvlaggen die officieus gebruikt worden als symbool van een taal

Duits (vlag van Duitsland en vlag van Oostenrijk)
Duits (vlag van Duitsland, vlag van Oostenrijk en  vlag van Zwitserland)
Engels (vlag van de Verenigde Staten en vlag van het Verenigd Koninkrijk)
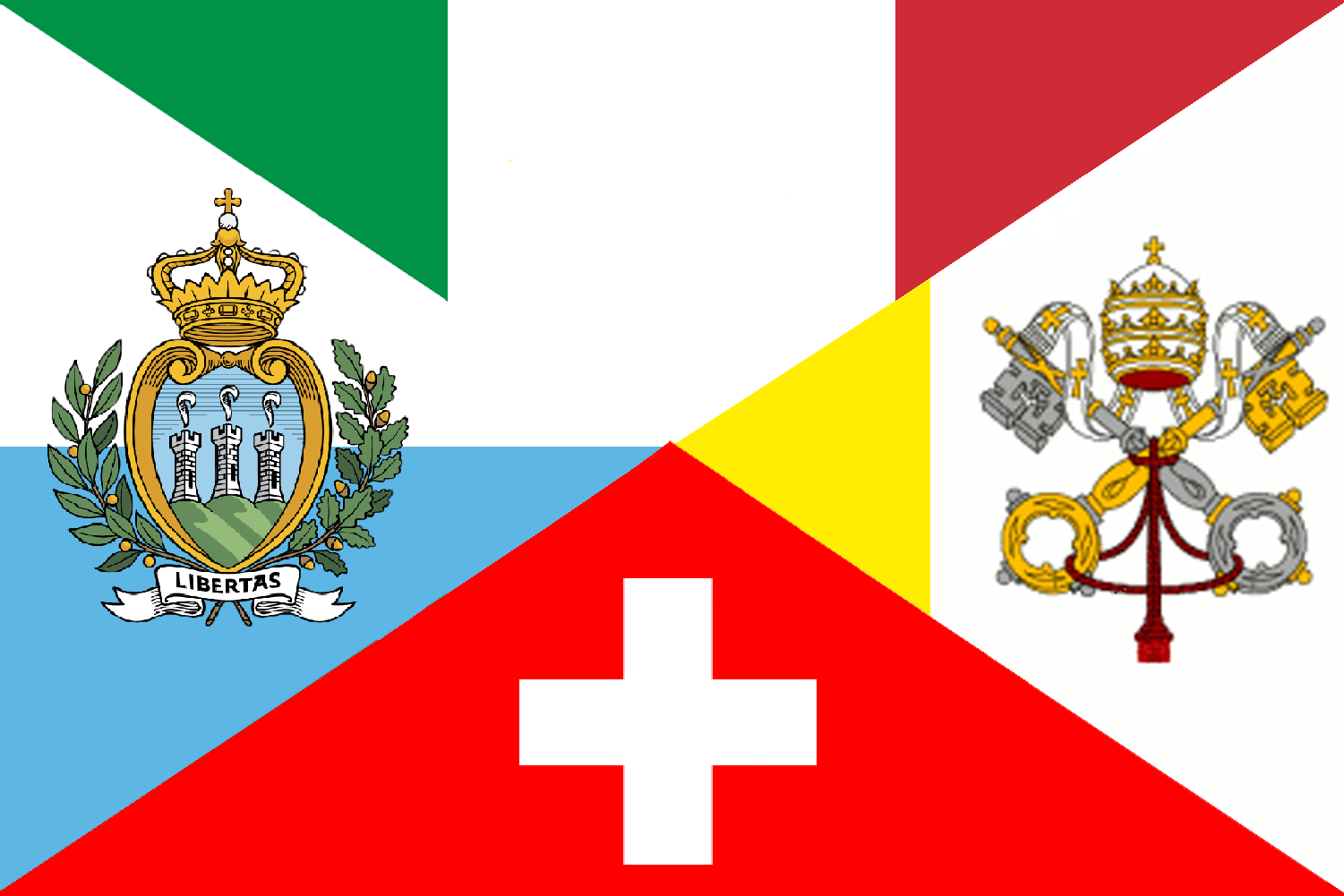
Italiaans (vlag van Italië, vlag van Vaticaanstad, vlag van Zwitserland en vlag van San Marino)
Mandarijn (vlag van China, vlag van Singapore, vlag van Hongkong, vlag van de Republiek China (Taiwan) en vlag van Macau)
Portugees (vlag van Portugal en vlag van Brazilië)
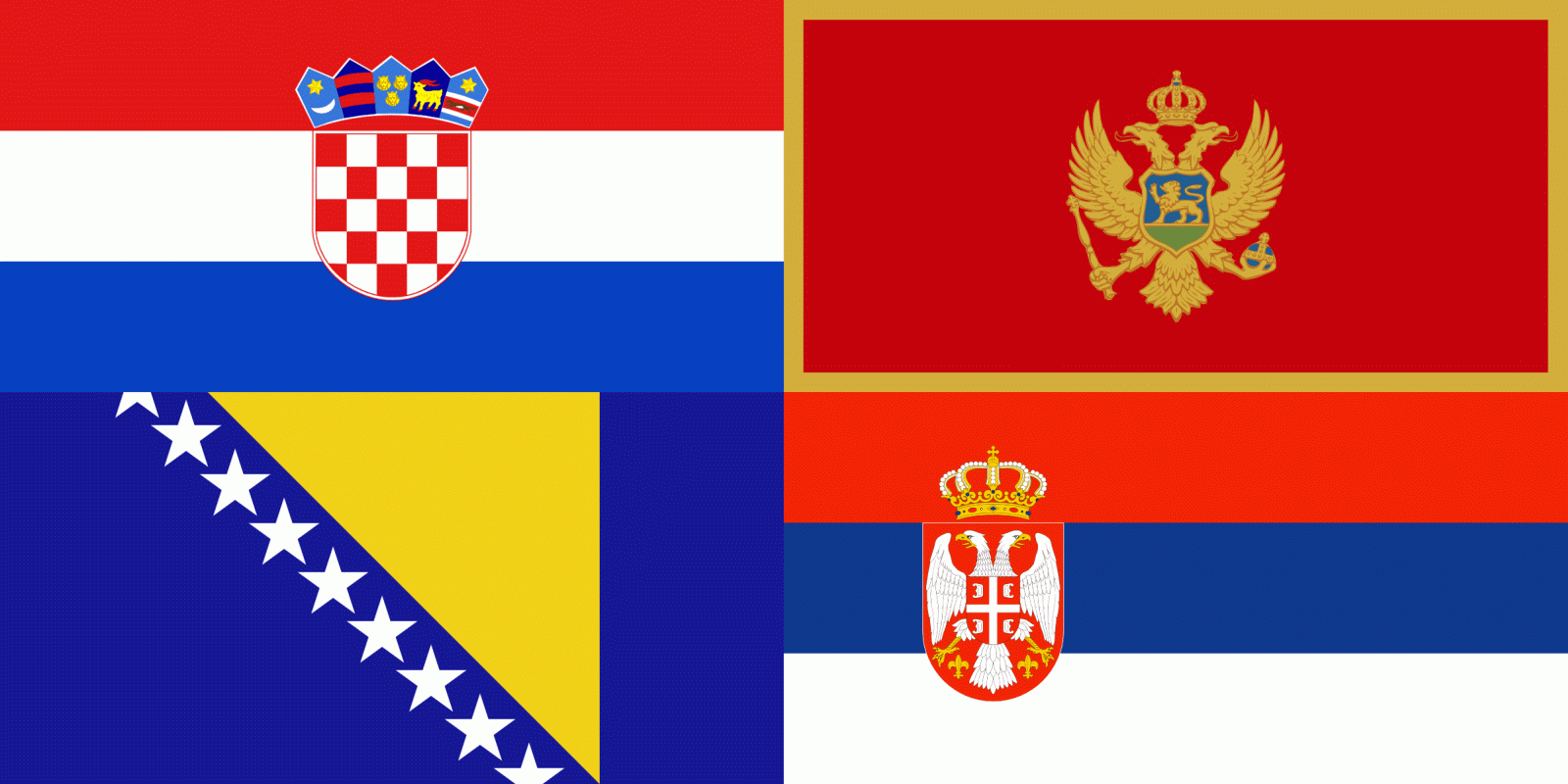
Servo-Kroatisch (vlag van Bosnië en Herzegovina, vlag van Servië, vlag van Kroatië en vlag van Montenegro)

### Andere vlaggen die officieus gebruikt worden als symbool van een taal

Occitaans (vlag van Occitanië)

Hoofdartikel: Vlaggen van de wereld      Portaal: Vlaggen en wapens
Vlaggen van A tot Z · Historische vlaggen · Handelsvlaggen van de wereld · Marinevlaggen van de wereld · Vlaggen van staten met beperkte erkenning · Vlaggen van internationale organisaties · Vlaggen van gebieden met separatistische of irredentistische bewegingen · Vlaggen van hoofdsteden · Vlaggenlijsten per land · Vlaggen van afhankelijke gebieden · Vlaggen van subnationale entiteiten · Vlaggen van gemeenten · Vlaggen van micronaties · Taalvlag
Zie ook: Vexillologie · Vlag · Vlaginstructie · Wimpel